# Port lotniczy Lagos
Port lotniczy Lagos – międzynarodowy port lotniczy położony w Ikeja, w pobliżu Lagos. Jest największym portem lotniczym w Nigerii.

## Linie lotnicze i połączenia
| Linia Lotnicza          | Kierunek |
| ----------------------- | --- |
| Aero Contractors        | 1. Abudża 2. Asaba 3. Benin 4. Calabar 5. Enugu 6. Kano 7. Owerri 8. Port Harcourt 9. Uyo |
| Africa World Airlines   | 1. Akra |
| Air Côte d'Ivoire       | 1. Abidżan |
| Air France              | 1. Paryż-Charles de Gaulle |
| Air Peace               | 1. Abidżan 2. Abudża 3. Akra 4. Akure 5. Asaba 6. Bandżul 7. Benin 8. Calabar 9. Kotonu 10. Dakar-Diass 11. Douala 12. Dubaj 13. Enugu 14. Freetown 15. Ibadan 16. Ilorin 17. Johannesburg 18. Kano 19. Kebbi 20. Lomé 21. Londyn-Gatwick 22. Monrovia 23. Mumbaj 24. Onitsha 25. Owerri 26. Port Harcourt-NAF 27. Port Harcourt 28. Uyo 29. Warri |
| Arik Air                | 1. Abudża 2. Asaba 3. Benin 4. Calabar 5. Enugu 6. Jos 7. Kaduna 8. Kano 9. Owerri 10. Port Harcourt-NAF 11. Port Harcourt 12. Uyo 13. Warri |
| ASKY Airlines           | 1. Douala 2. Kinszasa 3. Libreville 4. Lomé |
| Azman Air               | 1. Abudża 2. Kano |
| British Airways         | 1. Londyn-Heathrow |
| Delta Air Lines         | 1. Atlanta |
| EgyptAir                | 1. Kair |
| Emirates                | 1. Dubaj |
| Ethiopian Airlines      | 1. Addis Abeba |
| Green Africa Airways    | 1. Abudża 2. Akure 3. Enugu 4. Ilorin 5. Owerri 6. Port Harcourt |
| Ibom Air                | 1. Akra 2. Uyo |
| Kenya Airways           | 1. Nairobi |
| KLM                     | 1. Amsterdam |
| Lufthansa               | 1. Frankfurt 2. Malabo |
| Max Air                 | 1. Abudża 2. Kano 3. Port Harcourt |
| Middle East Airlines    | 1. Abidżan 2. Bejrut |
| Qatar Airways           | 1. Doha |
| Royal Air Maroc         | 1. Casablanca |
| RwandAir                | 1. Kigali |
| South African Airways   | 1. Johannesburg |
| TAAG Angola Airlines    | 1. Luanda |
| Turkish Airlines        | 1. Stambuł |
| Uganda Airlines         | 1. Entebbe |
| United Airlines         | 1. Waszyngton-Dulles |
| United Nigeria Airlines | 1. Abudża 2. Asaba 3. Enugu 4. Onitsha 5. Yenagoa |
| ValueJet                | 1. Abudża 2. Benin 3. Jos 4. Port Harcourt |
| Virgin Atlantic Airways | 1. Londyn-Heathrow |

### Cargo
| Linia Lotnicza           | Kierunek                                                                                       |
| ------------------------ | ---------------------------------------------------------------------------------------------- |
| Air France Cargo         | 1. Ndżamena 2. Paryż-Charles de Gaulle                                                         |
| Allied Air               | 1. Ostenda/Brugia                                                                              |
| Cargolux                 | 1. Luksemburg                                                                                  |
| DHL Aviation             | 1. Akra 2. Bamako 3. Bruksela 4. Kotonu 5. Malabo                                              |
| Emirates SkyCargo        | 1. Dubaj-Al Maktoum                                                                            |
| Ethiopian Airlines Cargo | 1. Akra 2. Addis Abeba 3. Chongqing 4. Kigali 5. Liège 6. Londyn-Heathrow 7. Miami 8. Santiago |
| Lufthansa Cargo          | 1. Frankfurt 2. Johannesburg                                                                   |
| Qatar Airways Cargo      | 1. Doha 2. São Paulo-Guarulhos                                                                 |
| Saudia Cargo             | 1. Dubaj-Al Maktoum 2. Dżudda 3. Nairobi 4. Rijad 5. Szardża                                   |
| Turkish Airlines Cargo   | 1. Dubaj-Al Maktoum 2. Stambuł                                                                 |